# Liste des vénérables reconnus par François
Un futur « saint » de l'Église catholique commence par être déclaré « vénérable » puis « bienheureux ». Une enquête sur la vie du candidat est menée pour savoir s'il a pratiqué les vertus chrétiennes à un degré « héroïque », c'est-à-dire si sa vie a été particulièrement conforme à l'enseignement du Christ et féconde pour les autres.
Dans la procédure de béatification et de canonisation, la reconnaissance de l'« héroïcité des vertus » est la première étape majeure. La personnalité ainsi reconnue devient « vénérable » pour l'Église catholique. Un miracle, étudié par des commissions médicales, vient confirmer le fait que le vénérable est au Ciel parmi les saints. Si le miracle est reconnu authentique, le vénérable est proclamé bienheureux.
Durant son pontificat, le pape François a autorisé la promulgation de 546 décrets reconnaissant les vertus héroïques de candidats à la béatification. Parmi eux, 41 ont depuis été proclamés bienheureux.

## 2013

### 27 mars 2013
- Eladio Mozas Santamera (1837-1897), prêtre espagnol, fondateur des sœurs Joséphines de la Sainte Trinité[1]
- Emmanuel Aparicio Navarro (1902-1964), prêtre espagnol[1]
- Moisés Lira Serafín (1893-1950), prêtre et fondateur mexicain[1] Béatifié en 2024.
- Généreux du Saint Crucifix (1881-1966), prêtre italien passionniste[1]
- Olinto Marella (1882-1969), prêtre diocésain italien, « grand apôtre de la charité »[1],[2]. Béatifié en 2020.
- Anton Kowalczyk (1866-1947), religieux polonais, oblat de Marie-Immaculée[1]
- Sílvia Cardoso Ferreira da Silva (1882-1950), laïque portugaise.

### 2 mai 2013
- Joaquim Rosello (1833-1909), prêtre fondateur des missionnaires des Sacrés Cœurs de Jésus et de Marie
- Teresa Janina Kierocinska (1885-1946), polonaise, fondatrice des carmélites de l'Enfant-Jésus

### 3 juin 2013
- Joao de Oliveira (1879-1962), évêque et fondateur de l'Association des Serviteurs de Jésus
- Nicola Mazza (1790-1865), prêtre et fondateur de plusieurs instituts d'éducation
- Marie Céleste Crostarosa (1696-1755), religieuse et fondatrice des Rédemptoristines. Béatifiée en 2016.
- Thérèse Toda y Juncosa (1826-1898), religieuse fondatrice des carmélites Thérèsiennes de saint Joseph

### 5 juillet 2013
- Nicola D'Onofrio (1943-1964), religieux camilien italien
- Jean Fromental Cayroche (1895-1978), religieux français et fondateur des sœurs guadalupéennes de la Salle
- Marie-Isabelle de la Très Sainte Trinité (1889-1962), portugaise, fondatrice des sœurs Conceptionnistes au service des pauvres.
- Carmen Rendiles Martínez (1903–1977), vénézuélienne, fondatrice des Servantes de Jésus du Venezuela. Béatifiée en 2018.
- Giuseppe Lazzati (1909-1986), laïc italien, fondateur de l'Institut séculier du Christ-Roi

### 9 octobre 2013
- Pio Alberto del Corona (1837-1912), évêque italien, fondateur des Dominicaines du Saint-Esprit[3]. Béatifié en 2015.
- Élisabeth Turgeon (1840-1881), fondatrice de la congrégation des sœurs de Notre Dame du saint Rosaire[3]. Béatifiée en 2015.
- Marie de Saint-François (Mary Jane Wilson) (1840-1916), fondatrice des franciscaines de Notre-Dame des Victoires[3].
- Maria Eleonora Giorgi (1882-1945) italienne, supérieure des servantes de Notre-Dame des Douleurs de Florence[3].
- Attilio Luciano Giordani (1913-1972), laïc, père de trois garçons, coopérateur des Salésiens de saint Jean Bosco[3]

### 31 octobre 2013
- Nano Nagle (1718-1784), laïque et fondatrice des sœurs de la Présentation
- Celestina Bottego (1895-1980), laïque et fondatrice de la société Missionnaire de Marie
- Olga Gugelmo (1910-1980), religieuse membre des filles de l'Église

### 9 décembre 2013
- Maurice Garrigou (1766-1852), prêtre et fondateur des sœurs de Notre-Dame de la Compassion
- Clemens Fuhl (de) (1874-1935), religieux augustin
- Marton Boldizsár Marcell (hu) (1877-1966), religieux carme déchaussé
- Romano Bottegal (1921-1978), religieux trappiste
- Rosalie Cadron-Jetté (1794-1864), religieuse et fondatrice des sœurs de la Miséricorde de Montréal
- Maria Gay Tibau (1813-1884), laïque et fondatrice des sœurs de Saint Joseph de Gérone
- Maria Oliva Bonaldo (1893-1976), religieuse et fondatrice des filles de l'Église
- Orsola Mezzini (1853-1919), religieuse italienne supérieure générale des sœurs de la petite mission des sourds-muets
- Scolastica Rivata (1897-1987), religieuse et première supérieure générale des sœurs Disciples du Divin Maître
- Rafael Cordero Molina (1790-1868), laïc porto-ricain

### 17 décembre 2013
- Manuel Herranz Establés (1880-1968), prêtre espagnol et fondateur des servantes de Notre-Dame des Douleurs.
- Jerzy Ciesielski (1929-1970), laïc et père de famille.

## 2014

### 27 janvier 2014
- Marcelle Mallet, religieuse canadienne, fondatrice des sœurs de la charité de Québec[4].
- Giuseppe Girelli (1886-1978), prêtre italien, missionnaire dans les prisons[4].
- Zacarías Salterain Vizcarra (1887-1957), prêtre espagnol, missionnaire en Inde[4].
- María Benita Arias (1822-1894), religieuse argentine, fondatrice des servantes de Jésus-Sacrement[4].
- Marguerite du Sacré-cœur de Jésus (1862-1952), maltaise, fondatrice des franciscaines du Cœur de Jésus[4].
- Serafina Cinque (1913-1988), religieuse brésilienne membre des adoratrices du Sang du Christ[4].
- Elisabetta Sanna (1788-1857), veuve laïque italienne, tertiaire des minimes de saint François[4]. Béatifiée en 2016.

### 7 février 2014
- Jesús María Echavarría y Aguirre (1858-1954), évêque de Saltillo et fondateur des sœurs catéchistes guadalupéennes
- Faustino Ghilardi (1858-1937) religieux italien de l'Ordre des Frères Mineurs
- Marie Rocio Rodriguez (1923-1956) religieuse espagnole de la congrégation des sœurs de l'Amour de Dieu[5].

### 3 avril 2014
- Francisco Simon Rodenas (1849-1919), prélat franciscain espagnol.
- Adolfo Barberis (1884-1967), prêtre italien, fondateur des Sœurs du Bon Secours.
- Marie-Clément Staub (1876–1936), assomptionniste français, fondateur des sœurs de Sainte Jeanne d'Arc.
- Clara de la Concepción (1902–1973), clarisse espagnole.
- Luigi Rocchi (1932–1979), laïc italien.
- Marie-Thérèse de Jésus-Eucharistie (1901–1972), religieuse brésilienne, fondatrice des Petites Missionnaires de Marie Immaculée
- Maria Giuseppina Teresa Marcucci (1888–1960), religieuse italienne membre des moniales passionistes.
- Sebastian Elorza Arizmendi (1882–1942), frère portier espagnol de l'Ordre de Saint Augustin.

### 16 avril 2014
- Alain de Boismenu (1870-1953), évêque et évangélisateur français
- Wilhelm Janauschek (1859-1926), prêtre rédemptoriste autrichien

### 10 mai 2014
- Caroline Carré de Malberg (1829-1891), mère de famille, cofondatrice de la Société des Filles de saint François de Sales[6].
- Giacomo Abbondo (1720-1788), prêtre italien[7]. Béatifié en 2016.
- Jacinto Alegre Pujals (1874-1930), jésuite espagnol [7].

### 12 juin 2014
- Eugenio Reffo (1843–1925), prêtre italien, cofondateur de la congrégation de saint Joseph.
- Frances Taylor (1832–1900), religieuse britannique, fondatrice des Pauvres servantes de la Mère de Dieu.
- Itala Mela (1904–1957), théologienne et mystique italienne, oblate de l'Ordre de Saint-Benoît. Béatifiée en 2017.
- Luigi Savaré (1878–1949), prêtre diocésain italien.
- Giuseppa Scandola (1849–1903), religieuse italienne des sœurs missionnaires comboniennes
- Uberto Mori (1926–1989), laïc italien, membre du Tiers-Ordre franciscain.

### 9 juillet 2014
- Auguste Arribat (1879-1963), prêtre salésien français engagé dans l’éducation des garçons, Juste parmi les nations.
- Véronique de la Passion (1823-1906), carmélite anglaise fondatrice des sœurs du Carmel apostolique.
- Antônio Ferreira Viçoso (en) (1787-1875), évêque lazariste portugais de Mariana au Brésil.
- Saturnin López Novoa (1830-1905), prêtre espagnol fondateur des Petites Sœurs des personnes âgées abandonnées.
- Elena da Persico (it) (1869-1948), religieuse italienne, fondatrice de l'Institut séculaire des Filles de la reine des apôtres.
- Gaëtane du Très Saint Sacrement (1870-1935), italienne, 1re supérieure générale des Pauvres filles de saint Gaétan.
- Marcello Candia (1916-1983), laïc italien[8].

### 7 novembre 2014
- Francisco Valdés Subercaseaux (1908-1982), prêtre capucin chilien et évêque d'Osorno
- Hildebrand Gregori (1894-1985), prêtre italien sylvestrin et fondateur des Sœurs réparatrices de la Sainte Face
- Raimundo Calcagno (1888-1964), prêtre italien de la Congrégation de l'Oratoire
- John Sullivan (1861-1933), prêtre jésuite irlandais. Béatifié en 2017.
- Pelagio Sauter (pt) (1878-1961), prêtre rédemptoriste allemand
- Jeanne Mance (1606-1673), laïque française, cofondatrice de Montréal
- Marthe Robin (1902-1981), laïque et mystique française, fondatrice des Foyers de Charité
- Silvio Dissegna (1967-1979), jeune enfant italien de l'archidiocèse de Turin

### 6 décembre 2014
- Carmela Prestigiacomo (1858-1948), religieuse italienne fondatrice des sœurs du Sacré-Cœur du Verbe Incarné.
- María Séiquer Gayá (1891-1975), religieuse espagnole et fondatrice des sœurs apostoliques du Christ Crucifié.
- Adalberta Vojtěcha Hasmandová (1914-1988), religieuse tchèque de la congrégation des sœurs de Saint-Charles-Borromée
- Praxedes Fernandez (1886-1936), épouse et mère de famille espagnole, membre du tiers-ordre dominicain.
- Elisabetta Tasca (1899-1978), épouse et mère de famille italienne.

## 2015

### 22 janvier 2015
- Władysław Bukowiński (1904-1974), prêtre ukrainien, missionnaire au Kazakhstan. Béatifié en 2016.
- Aloysius Schwartz (1930-1992), prêtre américain, fondateur des sœurs de Marie et des Frères du Christ.
- Cointa Jauregui (1875-1954), religieuse espagnole de la Compagnie de Marie-Notre-Dame.
- Teresa Gardi (en) (1769-1837), tertiaire franciscaine italienne.
- Luis de Trelles (es) (1819-1891), laïc espagnol et fondateur de la Société de l'Adoration nocturne.
- Satoko Kitahara (1929-1958), laïque japonaise.
- Virginia Blanco Tardío (1916-1990), laïque bolivienne.

### 3 février 2015
- Giovanni Bacile (1880 - 1941), prêtre italien.

### 18 mars 2015
- Francesco Gattola (1822-1899), prêtre italien, fondateur des filles de la Très Sainte Vierge Immaculée de Lourdes ;
- Pietro Barbari (1874-1897), novice bosniaque de la Compagnie de Jésus ;
- Mary Aikenhead (1787-1858), fondatrice des sœurs de la Charité d'Irlande
- Élisabeth Baldo (1862-1926), veuve italienne fondatrice des Humbles Servantes du Seigneur ;
- Vincenza de la Passion du Seigneur (1900-1937), polonaise, fondatrice des bénédictines samaritaines de la croix du Christ
- Jeanne de la Croix Vázquez (1481-1534), espagnole abbesse du couvent de Sainte Marie de la Croix à Cubas ;
- Maria Orsola Bussone (1954-1970), laïque italienne[9].

### 5 mai 2015
- Jacinto Vera (1813-1881), évêque de Montevideo ;
- Antonio Antié (1893-1965), prêtre croate de l’Ordre des Frères mineurs ;
- Juliette Colbert de Barolo (1786-1864), laïque franco-italienne, fondatrice d'ordre ;
- Brigida Maria Postorino (1865-1960), fondatrice des filles de Marie Immaculée de Reggio de Calabre ;
- Raphaëlle Marie de Jésus-Hostie (1915-1991), moniale clarisse capucine ;
- Sergio et Domenica Bernardini, couple d'humbles paysans, tertiaires franciscains[10].

### 5 juin 2015
- Antoine Celona (1873-1952) prêtre italien fondateur des servantes réparatrices du Sacré-Cœur de Jésus.
- Marcel Labor (1890-1954) prêtre italien.
- Ottorino Zanon (1915-1972) prêtre italien fondateur de la pieuse société de saint Gaétan.
- Marie Antonia Lalia (1839-1914), italienne fondatrice des dominicaines missionnaires de Saint Sixte.

### 16 juillet 2015
- Andrey Sheptytsky, religieux et évêque ukrainien (1865-1944).
- Giuseppe Carraro, évêque italien (1899-1980).
- Agostino Ramírez Barba (1881-1967), prêtre mexicain, fondateur des Sœurs du Seigneur de la Miséricorde.
- Simplicien de la Nativité (1827-1898), prêtre italien, fondateur des franciscaines des Sacrés Cœurs de Capoue.
- María del Refugio Aguilar y Torres (1866-1937), laïque mexicaine, fondatrice des sœurs mercédaires du Saint Sacrement.
- Marie-Thérèse Dupouy Bordes (1873-1953), religieuse française, fondatrice des sœurs missionnaires du Sacré-Cœur de Jésus et de Marie
- Elisa Miceli (1904-1976), laïque italienne, fondatrice des Sœurs catéchistes rurales du Sacré Cœur.
- Isabella Méndez Herrero (1924-1953), religieuse espagnole membre des servantes de Saint Joseph[11]

### 1eroctobre 2015
- Giovanni Folci (1890 - 1963), prêtre diocésain italien, fondateur de l'Opera del Divin Prigioniero.
- Franciszek Blachnicki (1921 - 1987), prêtre diocésain polonais.
- José Rivera Ramírez (1925 - 1991), prêtre diocésain espagnol.
- Juan Manuel Martín del Campo (1917 - 1996), prêtre diocésain mexicain.
- Antonio Filomeno Maria Losito (1838 - 1917), prêtre rédemptoriste italien.
- Maria Benedetta Giuseppa Frey (Ersilia Penelope, 1836 - 1913), moniale cistercienne italienne.
- Hanna Chrzanowska (1902 - 1973), oblate ursuline polonaise[12]. Béatifiée en 2018.

### 16 décembre 2015
- Angelo Ramazzotti (1800-1861), patriarche de Venise, fondateur du PIME.
- Joseph Vithayathil, prêtre séculier indien, fondateur des sœurs de la Sainte Famille de Thrissur.
- José María Arizmendiarrieta (1915-1976), prêtre séculier espagnol.
- Giovanni Schiavo (1903-1967), prêtre italien, missionnaire au Brésil. Béatifié en 2017.
- Venanzio Quadri (it) (1916-1937), religieux italien.
- William Gagnon (1905-1972), religieux américain.
- Teresa de Saldanha (pt) (1837-1916), religieuse portugaise, fondatrice des dominicaines de Sainte Catherine de Sienne du Portugal.
- Maria Emilia Riquelme (1847-1940) espagnole fondatrice des sœurs missionnaires du Saint Sacrement. Béatifiée en 2019.
- María Esperanza de la Cruz (1890-1967), religieuse espagnole cofondatrice des augustines récollettes missionnaires.
- Emanuela Kalb (1899-1986), religieuse polonaise membre des chanoinesses du Saint-Esprit.
- Niklaus Wolf (1756-1832), laïc suisse.

## 2016

### 21 janvier 2016
- Arsène de Trigolo (1849-1909), capucin italien, fondateur des Sœurs de Marie Consolatrice. Béatifié en 2017.
- Marie Louise Velotti (1826-1886), religieuse italienne, fondatrice des Franciscaines adoratrices de la Sainte Croix[13]. Béatifiée en 2020.

### 3 mars 2016
- Stefano Ferrando (1895-1978), salésien italien, archevêque de Troina, et fondateur des Sœurs missionnaires de Marie Secours des Chrétiens.
- Henri Verjus (1860-1892), missionnaire français du Sacré-Cœur de Jésus, vicaire coadjuteur de Nouvelle Guinée.
- Giovanni Battista Quilici (1791-1844), fondateur italien de la congrégation des Filles du Crucifix.
- Bernardo Mattio (1845-1914), prêtre séculier italien.
- Quirico Pignalberi (1891-1982), franciscain italien.
- Teodora Campostrini (1788-1860), fondatrice italienne des sœurs minimes de la charité de Notre Dame des Douleurs.
- Bianca Piccolomini Clementini (1875-1959), fondatrice italienne de la Compagnie de Sainte-Angèle Merici de Sienne .
- Maria Nieves Sánchez y Fernández (1900-1978), religieuse espagnole des Filles de Marie des écoles pies[14].

### 16 avril 2016
- Thomas Choe Yang-eop (1821-1861), prêtre diocésain coréen.
- Sosio Del Prete (1885-1952), prêtre franciscain italien, fondateur des petites servantes du Christ-Roi.
- Wenanty Katarzyniec (1889-1921), prêtre franciscain polonais.
- Maria Consiglia Addatis (1845-1900), religieuse italienne, fondatrice des servantes de Notre-Dame des Douleurs de Nocera de' Pagani.
- Marie de l'Incarnation Carrasco Tenorio (1840-1917), religieuse espagnole, fondatrice des franciscaines du troupeau de Marie.
- Maria Laura Baraggia (1851-1923), religieuse italienne, fondatrice des sœurs de la famille du Sacré-Cœur de Jésus.
- Ilia Corsaro (1897-1977), religieuse italienne, fondatrice des petites missionnaires eucharistiques.
- Montserrat Grases (1941-1959), laïque espagnole de la prélature personnelle de Sainte-Croix et de l'Opus Dei[15].

### 10 mai 2016
- Rafael Almansa (1840-1927), prêtre franciscain colombien[16].

### 14 juin 2016
- Maria Elisea Oliver Molina (1869-1931), religieuse espagnole, fondatrice des sœurs de la Vierge Marie du Mont Carmel.
- Antonin Cyril Stojan, prélat tchèque, archevêque d'Olomouc.
- Luigi Lo Verde, frère franciscain italien.
- Vincenzo Garrido Pastor (1896-1975), prêtre diocésain italien, fondateur de l’Institut séculier des ouvrières de la croix.
- Maria de Jésus Guizar Barragan (1899-1973), religieuse mexicaine, fondatrice des servantes guadeloupéennes du Christ-Prêtre.
- Pablo Maria Guzmán Figueroa (1897-1967), prêtre mexicain, fondateur des sœurs missionnaires eucharistiques de la Sainte Trinité.
- Bernard de l’Annonciation (1902-1932), poète et mystique bénédictin portugais[17].

### 8 juillet 2016
- Alphonse Gallegos (1931-1991), prélat américain membre des augustins récollets, surnommé l'« évêque des banlieues ».
- Rafael Sánchez García (1911-1973), prêtre diocésain portugais.
- Andrea Filomeno García Acosta (1800-1853), religieux franciscain espagnol.
- Giuseppe Marchetti (1869-1896), prêtre italien membre des missionnaires de Saint-Charles.
- Giacomo Viale (1830-1912), curé italien, fondateur d'un asile de nuit et d'un hospice.
- Marie Pie de la Croix (1847-1919), italienne, fondatrice des sœurs Crucifiées Adoratrices de l'Eucharistie[18].

### 7 septembre 2016
- Georges Spencer (1799-1864), religieux et prédicateur britannique[19].

### 10 octobre 2016
- Luis Zambrano Blanco (1909-1983), prêtre du diocèse de Badajoz (Espagne), fondateur de l’Institut séculier Foyer de Nazareth.
- Tiburcio Arnaiz Muñoz (1865-1926), jésuite espagnol, apôtre des missions populaires auprès des pauvres. Béatifié en 2018.
- Marie Thérèse Spinelli (1789-1850), italienne, fondatrice des augustines servantes de Jésus et Marie.
- Maria Costanza Panas (1896-1963), clarisse capucine italienne[20]. Béatifiée en 2022.

### 1er décembre 2016
- Guglielmo Massaia (1809-1889), prêtre capucin italien, cardinal
- Nunzio Russo (1841-1906), prêtre italien, fondateur des filles de la Croix de Palerme.
- José Bau Burguet (es) (1867-1932), prêtre espagnol
- Mario Ciceri (1900-1945), prêtre italien. Béatifié en 2021.
- Suzanne Aubert (1835-1926), religieuse française, fondatrice des filles de Notre-Dame de la Compassion.
- Luz Casanova (1873-1949), laïque espagnole, fondatrice des sœurs apostoliques du Sacré-Cœur.
- Catherine-Aurélie Caouette (1833-1905), religieuse canadienne, fondatrice des adoratrices du Précieux-Sang.
- Leonia Nastał (1903-1940), polonaise membre des servantes de l'Immaculée Conception.

### 21 décembre 2016
- Jean-Baptiste Fouque (1851-1926), prêtre français du diocèse de Marseille. Béatifié en 2018.
- Laurent Marcelli (1874-1953), religieux passioniste italien.
- Maria Rafaela Lladó (1814-1899), religieuse espagnole, fondatrice des sœurs missionnaires des Sacrés Cœurs de Jésus et Marie.
- Clelia Merloni (1861-1930), italienne, fondatrice des apôtres du Sacré Cœur de Jésus. Béatifiée en 2018.
- Isidore Zorzano (1902-1943), laïc argentin de l'Opus Dei.

## 2017

### 20 janvier 2017
- Raymundo Jardón Herrera (1887-1934), prêtre mexicain
- Juan Sáez Hurtado (1897-1982), prêtre espagnol
- Ignazio Beschin (1880-1952), prêtre franciscain italien
- Joseph Vandor (1909-1979), prêtre salésien hongrois, missionnaire à Cuba
- Francesco Convertini (1898-1976), prêtre salésien italien, missionnaire en Inde
- Santina De Pascali (1897-1981), religieuse italienne, fondatrice des sœurs disciples du Sacré-Cœur.
- Jan Tyranowski (1901-1947), laïc polonais

### 27 février 2017
- Octavio Ortiz Arrieta (1878-1958), évêque péruvien
- Antonio Provolo (1801-1842), prêtre italien, fondateur de la compagnie de Marie pour l'éducation des sourds-muets
- Maria Mercedes Cabezas Terrero (1911-1993), espagnole, fondatrice des Ouvrières missionnaires du Sacré-Cœur
- Lucia Ripamonti (1909-1954), religieuse italienne, des servantes de la Charité. Béatifiée en 2021.
- Pedro Herrero Rubio (1904-1978), laïc espagnol.
- Vittorio Trancanelli (1944-1998), laïc italien.

### 23 mars 2017
- Daniele de Samarate (1876-1924), prêtre capucin italien, missionnaire au Brésil.
- Macrina Raparelli (1893-1970), religieuse italienne, fondatrice des sœurs basiliennes, Filles de Sainte-Macrine.
- Daniela Zanetta (1962-1986), laïque italienne, membre du Mouvement des Focolari.

### 4 mai 2017
- Elia Dalla Costa (1872-1961) cardinal italien.
- François-Xavier Nguyen Van Thuan (1928-2002), cardinal vietnamien.
- Giovanna Meneghini (1868-1918), religieuse italienne, fondatrice des Ursulines du Sacré-Cœur de Marie
- Vincenza Cusmano (1826-1894), religieuse italienne membre des servantes des pauvres.
- Alessandro Nottegar (1943-1986), père de famille italien.
- Edvige Carboni (1880-1952), laïque italienne. Béatifiée en 2019.
- Guadalupe Ortiz de Landázuri (1912-1975), laïque espagnole de l'Opus Dei. Béatifiée en 2019.

### 16 juin 2017
- António José de Sousa Barroso (pt) (1854-1918), prélat portugais, évêque de Porto.
- José de Jesús López y González (1872-1950), évêque mexicain, fondateur des sœurs maîtresses catholiques du Sacré-Cœur.
- Agostino Ernesto Castrillo (1904-1955), prélat franciscain italien, évêque de San Marco Argentano-Bisignano.
- Jacques de Balduina (1900-1948), au siècle Beniamino Filon, prêtre capucin italien.
- Marie des Anges (1871-1949), carmélite italienne, fondatrice des carmélites de Sainte Thérèse.
- Humilde Patlán Sánchez (1895-1970), religieuse mexicaine, membre des franciscaines de l'Immaculée Conception.

### 7 juillet 2017
- Ismael Perdomo (1872-1950), archevêque de Bogota, en Colombie.
- Louis Kosiba (1855-1939), religieux polonais du tiers-ordre franciscain.
- Paule de Jésus Gil Cano (1849-1913), religieuse espagnole, fondatrice des franciscaines de la Très Pure Conception.
- Maria Elisabetta Mazza (1886-1950), religieuse italienne, fondatrice de l’Institut des Sœurs Petites Apôtres.
- Maria Gargani (1892-1973), religieuse italienne, fondatrice des sœurs apôtres du Sacré-Cœur. Béatifiée en 2018.

### 9 octobre 2017
- Donizetti Tavares de Lima (1882-1961), prêtre diocésain brésilien. Béatifié en 2019.
- Serafin Kaszuba (1910-1977), prêtre capucin ukrainien
- Magín Morera y Feixas (1908-1984), prêtre espagnol membre des fils de la Sainte-Famille.
- Françoise du Saint-Esprit (1820-1882), religieuse française, fondatrice des franciscaines du Saint-Esprit de Montpellier.
- Marie Laurence Longo (1463-1542), religieuse espagnole, fondatrice des clarisses capucines. Béatifiée en 2021.
- Róża Czacka (1876-1961), religieuse polonaise, fondatrice des franciscaines servantes de la Croix. Béatifiée en 2021.
- Francesco Paolo Gravina (1800-1854), laïc italien, fondateur des sœurs de la charité de Saint Vincent de Paul du prince de Palagonia.

### 9 novembre 2017
- Jean-Paul Ier (1912-1978), 263e pape. Béatifié en 2022.
- Bernard II (1428-1458), marquis du pays de Bade.
- Gregorio Fioravanti (1822-1894), prêtre franciscain italien, fondateur des franciscaines missionnaires du Sacré Cœur.
- Tomás Morales Pérez (1908-1994), prêtre jésuite vénézuélien, fondateur des Cruzados et Cruzadas de Maria.
- Marcellin de Capradosso (1873-1909), tertiaire franciscain italien.
- Teresa Fardella de Blasi (1867-1957), veuve, fondatrice des pauvres filles de la Vierge couronnée.

### 18 décembre 2017
- Stefan Wyszyński (1901-1981), cardinal polonais, archevêque de Varsovie. Béatifié en 2021.
- Alonso de Barsena (1530-1597), prêtre jésuite espagnol
- Pawel Smolikowski (1849-1926), prêtre polonais
- Patrick Peyton (1909-1992), prêtre irlandais
- Mariana de San José (1568-1638), religieuse augustine espagnole
- Luiza Andaluz (1877-1973), religieuse portugaise, fondatrice des servantes de Notre-Dame de Fatima
- Anna del Salvatore Orsi (1842-1885), religieuse italienne membre des filles de Sainte Anne.
- Mariantonia Samà (1875-1953), laïque italienne. Béatifiée en 2021.

## 2018

### 26 janvier 2018
- Madeleine Delbrêl (1904-1964), laïque et mystique française.
- Ambrogio Grittani (1907-1951), prêtre diocésain italien, fondateur des oblates de saint Benoît-Joseph Labre.

### 6 mars 2018
- Bernard Lubienski (1846-1933), prêtre rédemptoriste polonais
- Cecilio Cortinovis (1885-1984), religieux capucin italien
- Giustina Schiapparoli (1819-1887), religieuse italienne, cofondatrice des bénédictines de la Divine Providence.
- Maria Schiapparoli (1815-1882), religieuse italienne, cofondatrice des bénédictines de la Divine Providence.
- Maria Bordoni (1916-1978), laïque italienne, fondatrice des Petites filles de la Mère de Dieu.
- Sandra Sabattini (1961-1984), jeune laïque italienne. Béatifiée en 2021.

### 14 avril 2018
- Varghese Payyappilly Palakkappilly (1876-1929), prêtre indien, fondateur des sœurs des démunis.
- Manuel Nunes Formigão (1883-1958), prêtre portugais, fondateur des sœurs réparatrices de Notre Dame de Fatima.
- Lodovico Longari (1889-1963), prêtre italien, supérieur général de la congrégation du Très-Saint-Sacrement.
- Élisabeth Bruyère (1818-1876), religieuse canadienne, fondatrice des sœurs de la charité d'Ottawa.
- Marguerite Ricci Curbastro (1856-1923), religieuse italienne, fondatrice des servantes du Sacré-Cœur de Jésus Agonisant.
- Florenza Giovanna Profilio (1873-1956), religieuse italienne, fondatrice des Franciscaines de l'Immaculée Conception de Lipari.
- Maria Dolores di Majo (1888-1967), religieuse italienne, fondatrice des Servantes missionnaires du Christ-Roi.
- Justa Domínguez de Vidaurreta (1875-1958), religieuse espagnole, des Filles de la Charité.

### 19 mai 2018
- August Hlond (1881-1948), cardinal polonais, archevêque de Gniezno
- Enrico Mauri (1883-1967), prêtre italien, fondateur des Oblates du Christ-Roi et promoteur de l'Action catholique féminine
- Pietro Uccelli (1874-1954), prêtre xavérien italien, missionnaire en Chine
- Pio Dellepiane (1904-1976), prêtre minime italien
- Maria Edvige Zivelonghi (1919-1949), religieuse italienne, des filles de Jésus de Vérone
- Miguel Ángel Builes (1881-1971), évêque colombien
- Jean Berthier (1840-1908), prêtre français, fondateur des missionnaires de la Sainte-Famille
- Wilhelm Eberschweiler (1837-1921), prêtre jésuite allemand
- John McAuliffe (1886-1959), prêtre américain, missionnaire en Ouganda
- Francisca de las Llagas Marti y Valls (1860-1899), religieuse espagnole, tertiaire franciscaine
- Leonor Ocampo (1841-1900), religieuse dominicaine argentine
- Angèle Marie Autsch (1900-1944), religieuse allemande, surnommée « l'ange d'Auschwitz », morte en déportation

### 5 juillet 2018
- Carlo Acutis (1991-2006), jeune laïc italien. Béatifié en 2020 et canonisé en 2025.
- Giorgio La Pira (1904-1977) maire de Florence
- Alexia González-Barros (1971-1985), jeune laïque espagnole.
- Pietro Di Vitale (1916-1940), séminariste italien

### 7 novembre 2018
- Giovanni Jacono (1873-1957), évêque de Caltanissetta
- Alfredo Obviar (1889-1978), évêque philippin, fondateur des sœurs missionnaires catéchistes de Sainte Thérèse de l'Enfant Jésus
- Giovanni Ciresola (1902-1987), prêtre italien, fondateur des pauvres servantes du Très Précieux Sang
- Luigi Bosio (1909-1994), prêtre du diocese de Vérone
- Luigi Maria Raineri (1895-1918), jeune religieux barnabite italien
- Raffaella Veintemilla Villacís (1836-1918), religieuse équatorienne, fondatrice
- Maria Antonia Pereira y Andrade (1700-1760), carmélite et mystique espagnole
- Arcangela Badosa Cuatrecasas (1878-1918), carmélite espagnole
- Maria Addolorata Luciani (1920-1954), religieuse passioniste italienne
- Lodovico Coccapani (1849-1931), laïc italien, engagé dans les œuvres de charité

### 21 décembre 2018
- Jan Pietraszko (1911-1988), évêque polonais
- Tancredi Falletti Di Barolo (1782-1836), noble italien, maire de Turin et fondateur des sœurs de Sainte-Anne de Turin
- Giuseppe Codicé (1838-1915), prêtre italien, fondateur des Visitandines de l'Immaculée
- Augustin Jean Ukken (1880-1956), prêtre indien, fondateur des sœurs de la charité de Thrissur
- Doroteo Hernández Vera (1901-1991), prêtre espagnol, fondateur de l'Institut Cruzada Evangelica.
- Melchior Fordon (1862-1927), prêtre franciscain biélorusse
- Girolamo Maria Biasi (1897-1929), prêtre franciscain italien
- Miguel Zavala López (1867-1947), prêtre mexicain
- Antonietta Giugliano (1909-1960), américaine, fondatrice des petites servantes du Christ-Roi.
- Leonarda Boidi (1908-1953), religieuse passioniste italienne
- Ambrogina D’Urso (1909-1954), religieuse italienne

## 2019

### 15 janvier 2019
- Anna Kaworek (1872-1936), religieuse polonaise, cofondatrice des sœurs de Saint Michel Archange
- Maria Soledad Sanjurjo Santos (1892-1973), religieuse portoricaine, membre des servantes de Marie, ministres des malades.

### 12 février 2019
- József Mindszenty (1892-1975), cardinal hongrois, archevêque d'Esztergom.
- Giovanni Battista Zuaboni (1880-1939), prêtre italien, fondateur de la Compagnie de la Sacrée Famille.
- Manuel García Nieto (1894-1974), prêtre jésuite espagnol.
- Serafina Formai (1876-1954), religieuse italienne, fondatrice des sœurs missionnaires du doux message.
- Maria Berenice Duque Heckner (1898-1993), religieuse colombienne, fondatrice des petites sœurs de l'Annonciation. Béatifiée en 2022.

### 19 mars 2019
- François Marie Di Francia (1853-1913), prêtre italien, fondateur des sœurs capucines du Sacré-Cœur.
- Maria Hueber (1653-1705), fondatrice de sœurs tertiaires franciscaines de Bressanone.
- Maria Teresa Camera (1818-1894), fondatrice des Filles de Notre Dame de la Piété.
- Maria Teresa Gabrieli (1837-1908), cofondatrice des sœurs des pauvres de Bergame.
- Giovanna Francesca Ferrari, (1888-1984), fondatrice des sœurs missionnaires franciscaines du Verbe Incarné.

### 6 avril 2019
- Carlo Cavina (de) (1820-1880), prêtre italien, fondateur des filles de Saint François de Sales.
- Raffaele da Sant’Elia a Pianisi (1816-1901), prêtre capucin italien
- Consolata Betrone (1903-1946), religieuse capucine et mystique italienne
- Nelson Santana (1955-1964), enfant brésilien
- Victorin-Nymphas Pagès (1885-1966), frère des Écoles chrétiennes, français, missionnaire au Porto Rico
- Damiano da Bozzano (1898-1997), prêtre capucin italien, missionnaire au Brésil
- Gaetana Tolomeo (1936-1997), laïque italienne. Béatifiée en 2021.

### 13 mai 2019
- Giovanni Battista Pinardi (1880-1962), évêque auxiliaire de Turin
- Charles Salerio (1827-1870), prêtre italien MEP et fondateur des sœurs de la Réparation
- Domingo Lázaro Castro (1877-1935), prêtre espagnol
- Salvadore da Casca (1911-1972), capucin brésilien
- Maria Eufrasia Iaconis (1867-1916), fondatrice des filles de l'Immaculée Conception de Buenos Aires

### 11 juin 2019
- Augustus Tolton (1854-1897), prêtre américain
- Enzo Boschetti (1929-1993), prêtre italien
- Felice Tantardini (1898-1991), missionnaire italien en Birmanie
- Giovanni Nadiani (1885-1940), frère convers italien
- María Beatriz del Rosario Arroyo (1884-1957), religieuse philippine, fondatrice des dominicaines du saint rosaire des Philippines.
- Maria Paola Muzzeddu (1913-1971), religieuse italienne, fondatrice des Filles de Marie Immaculée
- Maria Santina Collani (1914-1956), religieuse italienne

### 5 juillet 2019
- Elias Hoyek (1843-1931), patriarche maronite.
- Giovanni Ferro (1901-1992), archevêque de Reggio Calabre
- Angel Riesco Carbajo (1902-1972), évêque auxiliaire de Tuledo, fondateur des missionnaires apostoliques de la charité.
- Ladislas Korniłowicz (1884-1946), prêtre polonais.
- Ange Lipani (it) (1842-1920), prêtre capucin italien, fondateur des franciscaines du Seigneur de la Cité.
- Françoise du Saint-Esprit (1647-1711), fondatrice des dominicaines de Sainte Catherine de Sienne des Philippines.
- Étienne Pierre Morlanne (1772-1862), laïc, médecin-obstétricien, fondateur des sœurs de la charité maternelle.

### 2 octobre 2019
- Augusto Cesare Bertazzoni, (1876-1972), évêque de Potenza et Marsico
- Louis Querbes (1793-1859), prêtre français, fondateur des clercs de Saint-Viateur.
- Maria Francesca de l’Enfant Jésus (1905-1991) religieuse espagnole de l’Ordre des clarisses.

### 28 novembre 2019
- Anne de Jésus (1545-1621), carmélite espagnole, compagne de sainte Thérèse et fondatrice de couvents. Béatifiée en 2024.
- Ovide Charlebois (1862-1933), missionnaire oblat de Marie Immaculée, vicaire apostolique de Keewatin
- Georg Michael Wittmann (1760-1833), évêque auxiliaire de Ratisbonne
- Olinto Fedi (1841-1923), prêtre italien, fondateur des franciscaines de l'Immaculée Conception de Florence.
- Giacomo Bulgaro (1879-1967), franciscain italien
- Giovanna Maria Battista Solimani (1688-1758), fondatrice des Missionnaires de saint Jean Baptiste

### 12 décembre 2019
- Vincenzo Maria Morelli (1741-1812), archevêque d'Otrante
- Carlo Sonzini (1878-1957), prêtre italien, fondateur des servantes de Saint Joseph de Varèse.
- Americo Monteiro de Aguiar (1887-1956), prêtre portugais
- Giulio Facibeni (1884-1958), prêtre italien
- Gregorio Tommaso Suárez Fernández (1915-1949), prêtre augustinien espagnol
- Marie des Anges de Sainte-Thérèse (1917-1988), religieuse brésilienne membres des filles de Marie des écoles pies

## 2020

### 23 janvier 2020
- Marie-Antoine de Lavaur (1825-1907), prêtre capucin français, Apôtre du Midi et pionnier des pèlerinages de Lourdes[21].
- Joaquino Masmitjá y Puig (1808–1886), prêtre espagnol, fondateur des sœurs du Cœur Immaculé de Marie[21].
- José Antonio Plancarte (1840–1898), prêtre mexicain, fondateur des filles de Marie Immaculée de Guadalupe[21].
- Pio Gurruchaga Castuariense (1881–1967), prêtre espagnol, fondateur des auxiliatrices paroissiales du Christ Prêtre[21].
- Marie du Mont Carmel de la Sainte Trinité (1898-1966), carmélite brésilienne[21].

### 21 février 2020
- Emilio Venturini (1842-1905), prêtre italien, fondateur des servantes de Notre-Dame des Douleurs de Chioggia.
- Pirro Scavizzi (1884-1964), prêtre et prédicateur italien
- Emilio Recchia (1888-1969), prêtre italien
- Mario Hiriart Pulido (1931-1964), laïc chilien

### 5 mai 2020
- Francesco Caruso (1879-1951), prêtre italien
- Carmelo De Palma (1876-1961), prêtre italien
- Francisco Barrecheguren (1881-1957), prêtre rédemptoriste espagnol
- Conchita Barrecheguren (1905-1927), jeune laïque espagnole. Béatifiée en 2023.
- Matteo Farina (1990-2009), jeune laïc italien

### 26 mai 2020
- Melchior de Marion-Brésillac (1813-1859), évêque et fondateur de la société des missions africaines.

### 19 juin 2020
- Gloria Maria di Gesù Elizondo García (1908-1966), mexicaine supérieure des sœurs missionnaires catéchistes des pauvres.

### 10 juillet 2020
- Eusebio Francesco Chini, dit Kino (1645-1711), prêtre italien jésuite, missionnaire au Mexique
- Mariano José de Ibargüengoitia y Zuloaga (1815-1888), prêtre espagnol, cofondateur des servantes de Jésus de la Charité.
- María Félix Torres (1907-2001), religieuse espagnole, fondatrice des sœurs de la Compagnie du Sauveur.
- Angiolino Bonetta (1948-1963), laïc italien

### 30 septembre 2020
- Francisca Pascual Doménech (1833-1903), religieuse espagnole, fondatrice des Franciscaines de l'Immaculée Conception.
- Maria Dolores Segarra Gestoso (1921-1959), religieuse espagnole, fondatrice des Sœurs missionnaires du Christ Prêtre

### 27 octobre 2020
- Roberto Giovanni (1903-1994), religieux stigmatain brésilien.
- Maria Teresa Méndez y Delgado (1844-1908), religieuse espagnole, cofondatrice des servantes du Divin Cœur.

### 23 novembre 2020
- Fortunato Maria Farina (it) (1881-1954), archevêque de Foggia
- Andrea Manjón y Manjón (1846-1923), prêtre espagnol, fondateur des écoles Ave Maria
- Alfonso Ugolini (1908-1999), prêtre italien
- Maria Francesca Ticchi (1887-1922), religieuse capucine italienne
- Maria Carola Cecchin (1877-1925), religieuse italienne missionnaire au Kenya. Béatifiée en 2022.
- Maria Francesca Giannetto (1902-1930), religieuse italienne, des Filles de Marie Immaculée de Reggio de Calabre.

### 21 décembre 2020
- Vasco de Quiroga (1470-1565), évêque de Michoacán
- Bernardino Piccinelli (1905-1984), évêque auxiliaire d'Ancône;
- Antonio Vincenzo González Suárez (1817-1851), prêtre espagnol
- Antonio Seghezzi (1906-1945), prêtre italien
- Bernardo Antonini (1932-2002), missionnaire en URSS
- Ignatius Stuchlý (1869-1953), prêtre tchèque
- Rosa Staltari (1951-1974), religieuse italienne

## 2021

### 21 janvier 2021
- Michele Arcangelo Maria Antonio Vinti (1893-1943), prêtre italien
- Ruggero Caputo (1907-1980), prêtre italien
- Marie Joseph de Jésus (1820-1864), religieuse anglaise, fondatrice des sœurs de la Sainte Croix et de la Passion
- Thiago Masarnau Fernández (1805-1882), laïc espagnol
- Pasquale Canzii (1914-1930), séminariste italien
- Jérôme Lejeune (1926-1994), généticien et militant pro-vie français, cofondateur et premier président de l'Académie pontificale pour la vie[22].
- Adelaide Bonolis (1909-1980), laïque italienne.

### 20 février 2021
- Albino Alves da Cunha e Silva (1882-1973), prêtre portugais missionnaire au Brésil
- Georges Spencer (1799-1864), prêtre passionniste anglais
- Felicita Fortunata Baseggio (1752-1829), religieuse augustine italienne
- Floralba Rondi (1924-1995), missionnaire au Congo, martyre de la charité
- Clarangela Ghilardi (1931-1995), missionnaire au Congo, martyre de la charité
- Dinarosa Belleri (1936-1995), missionnaire au Congo, martyre de la charité
- Elisa Giambelluca (1941-1986), laïque italienne

### 17 mars 2021
- Mercurio Teresi (1742-1805), archevêque de Monreale.
- Cosma Muñoz Pérez (1573-1636), prêtre espagnol.
- Salvador Valera Parra (1816-1889), prêtre espagnol.
- Léon Veuthey (1896-1974), prêtre franciscain suisse.
- Annelvira Ossoli (1936-1995), missionnaire au Congo, martyre de la charité.
- Vitarosa Zorza (1943-1995), missionnaire au Congo, martyre de la charité.
- Danielangela Sorti (1947-1995), missionnaire au Congo, martyre de la charité.

### 24 avril 2021
- Pier Marcellino Corradini (1658-1743), cardinal italien.
- Henry Ernest Shaw (1921-1962), laïc, père de famille, fondateur d'association, président de l’Action catholique argentine.
- Emanuele Stablum (1895-1950), religieux, membre des fils de l'Immaculée Conception, médecin, Juste parmi les nations.
- María Portilla Crespo (Amparo Portilla Crespo) (1925-1996), laïque et mère de famille espagnole.
- Anfrosina Berardi (1920-1933), laïque italienne.

### 22 mai 2021
- Felice Canelli (1880-1977), prêtre italien
- Bernard Kryszkiewicz (1915-1945), prêtre passionniste polonais
- Mariano Gazpio Escurra (1899-1989), prêtre augustin espagnol
- Colomba Mezzacapo (1914-1969), carmélite italienne
- Antonia Lesino (1897-1962), tertiaire franciscaine italienne
- Alexandre Bálint (1904-1980), laïc hongrois

### 19 juin 2021
- Severino Fabriani (1792-1849), prêtre italien, fondateur des filles de la Providence pour les sourds-muets.
- Angela Rosa Godecka (1861-1937), religieuse polonaise, fondatrice des petites Sœurs du Cœur Immaculé de Marie
- Orsola Donati (1849-1935), religieuse italienne, membre des sœurs Minimes de Notre-Dame des Douleurs
- Maria Fidalgo (1899-1982), religieuse espagnole, membre des religieuses de Marie Immaculée.
- Robert Schuman (1886-1963), homme politique et oblat bénédictin français, l'un des « pères de l'Europe ».

### 30 août 2021
- Placido Cortese (1907-1944), franciscain italien.
- Maria Cristina Cella Mocellin (1969-1995), mère de famille italienne.
- Enrica Beltrame Quattrocchi (1914-2012), laïque consacrée italienne, fille de Luigi et Maria Beltrame Quattrocchi.

### 13 octobre 2021
- Diego Hernández González (1915-1976), prêtre espagnol
- Giuseppe Spoletini (1870-1951), prêtre franciscain italien
- Magdeleine Hutin (1898-1989), religieuse française, fondatrice des petites Sœurs de Jésus.
- Elisabetta Martinez (1905-1991) religieuse et fondatrice italienne des filles de Sainte Marie de Leuca. Béatifiée en 2023.

### 25 novembre 2021
- Antonio Bello (1935-1993), évêque italien
- Jean de Jésus Marie Ustarroz (1564-1615), carme espagnol
- Giorgio Guzzetta (1682-1756), prêtre oratorien italien
- Natalina Bonardi (1864-1945), fondatrice des sœurs de Sainte Marie de Lorette
- Maria Dositea Bottani (1896-1970), italienne, supérieure générale des Ursulines de la Vierge Immaculée.
- Odette Vidal Cardoso (1931-1939), petite mystique brésilienne

### 13 décembre 2021
- Andrea Garrido Perales (1663-1728), prêtre mercédaire espagnol.
- Gaetano Antonio Vigevano (1825-1859), prêtre capucin italien.
- Bernardo Sartori (1897-1983), prêtre combonien italien, missionnaire en Ouganda.
- Marie Marguerite Banaś (1896-1966), religieuse polonaise, membre des sœurs de la Sainte Famille de Nazareth.

## 2022

### 20 janvier 2022
- Francesco Saverio Toppi (1925-2007), capucin, archevêque de Pompéi
- Maria Teresa De Vincenti (1872-1936), religieuse italienne, fondatrice des Petites ouvrières des Sacrés Cœurs
- Gabriella Borgarino (1880-1949), religieuse italienne, des Filles de la Charité

### 18 février 2022
- Eduardo Francisco Pironio (1920-1998), cardinal argentin. Béatifié en 2023.
- Immacolato Brienza (1922-1989), religieux carme italien.
- Benigna Victime de Jésus (1907-1981), religieuse brésilienne membre des Sœurs auxiliatrices de Notre-Dame de Pitié.
- Juanita Mendez Romero (1937-1990), religieuse espagnole.

### 9 avril 2022
- Aurora Calvo Hernández-Agero (1901-1933), laïque espagnole.
- Francesco Costantino Mazzieri (1889-1983), évêque franciscain conventuel italien.
- Martin Fulgence Elorza Legaristi (1899-1966), passionniste espagnol.
- Casimira Gruszczyńska (pl) (1848-1927), religieuse polonaise, fondatrice des franciscaines des affligés.
- Lucie Noiret (1832-1889), religieuse française, fondatrice des servantes du Sacré-Cœur de Jésus sous la protection de saint Joseph.
- Maria Aristea Ceccarelli Bernacchia (1883-1971), laïque italienne.
- Rozalia Celak (1901-1944), mystique polonaise.

### 21 mai 2022
- Teofilo Camomot (1914-1988), archevêque philippin, fondateur des filles de Sainte Thérèse.
- Luigi Sodo (1811-1895), évêque italien.
- José Torres Padilla (1811-1878), prêtre espagnol, cofondateur des Sœurs de la compagnie de la Croix. Béatifié en 2024.
- João Pedro Recalcati (1868-1913), prêtre franciscain italien, missionnaire au Brésil.
- Berta Morganti (1886-1969), prêtre franciscain italien .
- Mariana Allsopp González-Manrique (1854-1933), religieuse mexicaine, fondatrice des Sœurs trinitaires de Madrid.
- Janina Woynarowska (1923-1979), infirmière polonaise.

### 5 août 2022
- Jesús Antonio Gómez Gómez (1895-1971), prêtre colombien.
- Umile da Genova (1898-1969), prêtre capucin italien.
- Juan Sánchez Hernández (1902-1975), prêtre ouvrier espagnol.
- Victor Coelho de Almeida (1899-1987), prêtre rédemptoriste brésilien.
- Maria Celina Kannanaikal (1931-1957), religieuse indienne de la congrégation des ursulines de Marie Immaculée.

### 17 décembre 2022
- Matteo Ricci (1552-1610), prêtre jésuite italien en mission en Chine impériale[23].
- Franz de Castro Holzwarth (pt) (1942-1981), laïc brésilien.
- Aleksander Woźny (1910-1983), prêtre diocésain polonais.
- Ignazio Posadzy (1898-1984), prêtre diocésain polonais.
- José Marcos Figueroa (1865-1942), religieux espagnol, profès de la Compagnie de Jésus.
- Luisa Guidotti Mistrali (1932-1979), laïque consacrée de l'Association des Femmes Médecins Missionnaires, décédée au Zimbabwe.
- Maddalena Aulina Saurina (1897-1956), religieuse espagnole, fondatrice de l'Institut séculier des Señoritas Operarias Parroquiales.
- Margherita Diomira Crispi (1879-1974), religieuse italienne, fondatrice de la Congrégation des Oblates au Divin Amour.
- Margherita Maria Guaini (1902-1994), religieuse italienne, fondatrice de la Congrégation des Sœurs Missionnaires de Jésus le prêtre Éternel.
- Maria Ignazia Isacchi (1857-1934), religieuse italienne, fondatrice de la Congrégation des Ursulines du Sacré-Cœur d'Asola.
- Martin Benedict (1931-1986), prêtre profès de l'Ordre des Frères Mineurs Conventuels décédé en Roumanie.
- Miradio della Provvidenza di San Gaetano (1863-1926), religieuse italienne, fondatrice de la Congrégation des Filles Pauvres de Saint Antoine.
- Teresa Veronesi (1870-1950), religieuse italienne, professe de la congrégation des sœurs minimes de Notre-Dame des Douleurs.
- Ugo De Blasi (1918-1982), prêtre diocésain italien.

## 2023

### 19 janvier 2023
- Miquel Costa i Llobera (1854-1922), prêtre espagnol, chanoine de la cathédrale de Majorque[24]
- Gaetano Francesco Mauro (1888-1969), prêtre italien, fondateur de la congrégation des pieux ouvriers catéchistes ruraux[24].
- Giovanni Barra (1914-1975), prêtre italien[24]
- Vicente López de Uralde Lazcano (1894-1990), prêtre espagnol, de la Compagnie de Marie[24]
- Maria Margherita Allegri (1651-1677), religieuse italienne[24]
- Bertilla Antoniazzi (1944-1964), jeune laïque italienne[24]

### 23 février 2023
- Giuseppe Bocci (1885-1974), prêtre capucin italien, fondateur des Sœurs franciscaines des vocations[25]
- Aloísio Sebastião Boeing (1913-2006), prêtre déhonien brésilien, fondateur de la Fraternité mariale du Sacré Cœur[25]
- Margherita Lussana (1852-1935), religieuse italienne, cofondatrice des Ursulines du Sacré Cœur[25]
- Albertina Violi Zirondoli (1901-1972), mère de famille italienne[25]
- Francisca Ana María Alcover Morell (1912-1954), jeune laïque espagnole[25]

### 23 mars 2023
- Maria Caterina Flanagan (1892-1941), religieuse brigittine anglaise[26]
- Carlo Crespi Croci (1891-1982), prêtre salésien italien, missionnaire en Équateur[26]
- Leonilde Rossi (1890-1945), religieuse italienne membre des sœurs missionnaires des Sacrés Cœurs de Jésus et Marie[26]
- María do Monte Pereira (1897-1963), religieuse portugaise membre des Sœurs hospitalières du Sacré-Cœur de Jésus [26]
- Teresa Enríquez de Alvarado (1456-1529), princesse espagnole[26]
- Maria Domenica Lazzeri (1815-1848), mystique italienne, stigmatisée[26]

### 20 mai 2023
- Baba Simon (1906-1975), prêtre camerounais[27]
- Pedro Díez Gil (1913-1983), prêtre et éducateur espagnol[27]
- Edda Roda (1940-1996), religieuse capucine italienne[27]
- Maria Luisa Resende Marques (1915-2005), religieuse carmélite brésilienne[27]
- Arnaldo Canepa (1882-1966), catéchiste italien[27]
- Guido Schäffer (1974-2009), séminariste brésilien[27]
- Maria Cristina Ogier (1955-1974), jeune laïque italienne[27]
- Lorena D’Alessandro (1964-1981), enfant italienne[27]

### 22 juin 2023
- Antônio de Almeida Lustosa (pt) (1886-1974), archevêque brésilien[28]
- Antonio Pagani (1526-1589), prêtre franciscain italien[28]
- Mary Elizabeth Lange (1794-1882), religieuse afro-américaine, fondatrice des Oblates de la Providence[28]
- Anna Cantalupo (1888-1983), religieuse italienne, des Filles de la Charité[28]
- Lucia dos Santos (1907-2005), témoin des apparitions de Fatimà, puis religieuse carmélite[28]

### 8 novembre 2023
- Eliswa Vakayil (en) (1831-1913), carmélite indienne, fondatrice des Sœurs thérésiennes[29]
- Maria Francesca Foresti (1898-1953), italienne, fondatrice des Sœurs franciscaines adoratrices[29]
- Giuseppe Marrazzo (1917-1992), prêtre italien, de la Congrégation des Rogationistes du Cœur de Jésus[29]

### 14 décembre 2023
- Alberto Beretta (it) (1916-2001), prêtre capucin italien, missionnaire au Brésil, frère de sainte Gianna Beretta Molla[30]
- Guglielmo Cofiño Ubico (1899-1991), laïc guatémaltèque de l'Opus Dei, pédiatre[30]
- Francesca Lancellotti (1917-2008), épouse et mère de famille italienne, mystique réputée à Rome[30]

## 2024

### 24 janvier 2024
- Cyril Jean Zohrabian (1881-1972), capucin turc, évêque titulaire d’Acilisene[31]
- Sebastián Gili Vives (1811-1894), prêtre diocésain espagnol, fondateur de la congrégation des Augustines de l'aide[31].
- Gianfranco Chiti (1921-2004), prêtre capucin italien[31]
- Madeleine de Sainte-Thérèse de l’Enfant Jésus (1918-1946), religieuse de la congrégation des Filles de l'Église[31]

### 14 mars 2024
- Geevarghese Ivanios (1882-1953), archevêque syro-malankar, fondateur de la congrégation de l'Imitation du Christ[32].
- Libério Rodrigues Moreira (pt) (1884-1980), prêtre diocésain brésilien[32].
- Anton Tomičić (1901-1981), laïc croate, profès de capucins[32].
- Maria Maddalena Frescobaldi (it) (1771-1839), aristocrate et mère de famille italienne, fondatrice des sœurs passionistes de Saint Paul de la Croix[32]
- Marie Alphonse Hawthorne (1851-1926), religieuse américaine et fondatrice des dominicaines de Sainte Rose de Lima[32]
- Elisabetta Jacobucci (1858-1939), religieuse italienne membre des franciscaines alcantarines[32].
- Angelina Pirini (it) (1922-1940), laïque italienne[32].

### 13 avril 2024
- Teresa Lanfranco (1920-1989), religieuse italienne des Filles de Sainte Marie de Leuca[33].

### 23 mai2024
- Guglielmo Gattiani (1914-1999), prêtre capucin italien
- Ismael de Tomelloso (1917-1938), jeune laïc espagnol
- Enrico Medi (it) (1911-1974), scientifique et politique italien

### 20 juin2024
- Isaia Columbro (1908-2004), prêtre franciscain italien
- Maria Costanza Zauli (1886-1954), fondatrice des Servantes Adoratrices du Saint-Sacrement
- Ascensión Sacramento Sánchez Sánchez (1911-1946), vierge consacrée espagnole
- Vicenta Guilarte Alonso (1879-1960), religieuse au Brésil

### 25 novembre2024
- Josip Lang (en) (1857-1924), évêque auxiliaire de Zagreb en Croatie

### 18 décembre2024
- Pierre Goursat (1914-1991), laïc français, fondateur de la Communauté de l'Emmanuel
- Áron Márton (1896-1980), évêque roumain, édifiant sous la persécution communiste
- Giuseppe Maria Leone (1829-1902), prêtre italien

## 2025

### 27 janvier2025
- Maria Riccarda Beauchamp Hambrough (1887-1966), supérieure générale des Soeurs du Rédempteur de Ste Brigitte
- Quintino Sicuro (1920-1968), prêtre et ermite italien
- Luigia Sinapi (1916-1978), laïque et mystique italienne

### 14 avril2025
- Antoni Gaudí (1852-1926), architecte espagnol, créateur de la Sagrada Familia
- Pierre-Joseph Triest (1760-1836), prêtre et fondateur belge
- Angelo Bughetti (1877-1935), prêtre et fondateur italien
- Agostino Cozzolino (1928-1988), prêtre italien